# AirAsia X
AirAsia X – malezyjska długodystansowa tania linia lotnicza z siedzibą w Kuala Lumpur. Głównym węzłem jest port lotniczy Kuala Lumpur. Należy do grupy AirAsia.
Agencja ratingowa Skytrax przyznała linii trzy gwiazdki.

## Flota

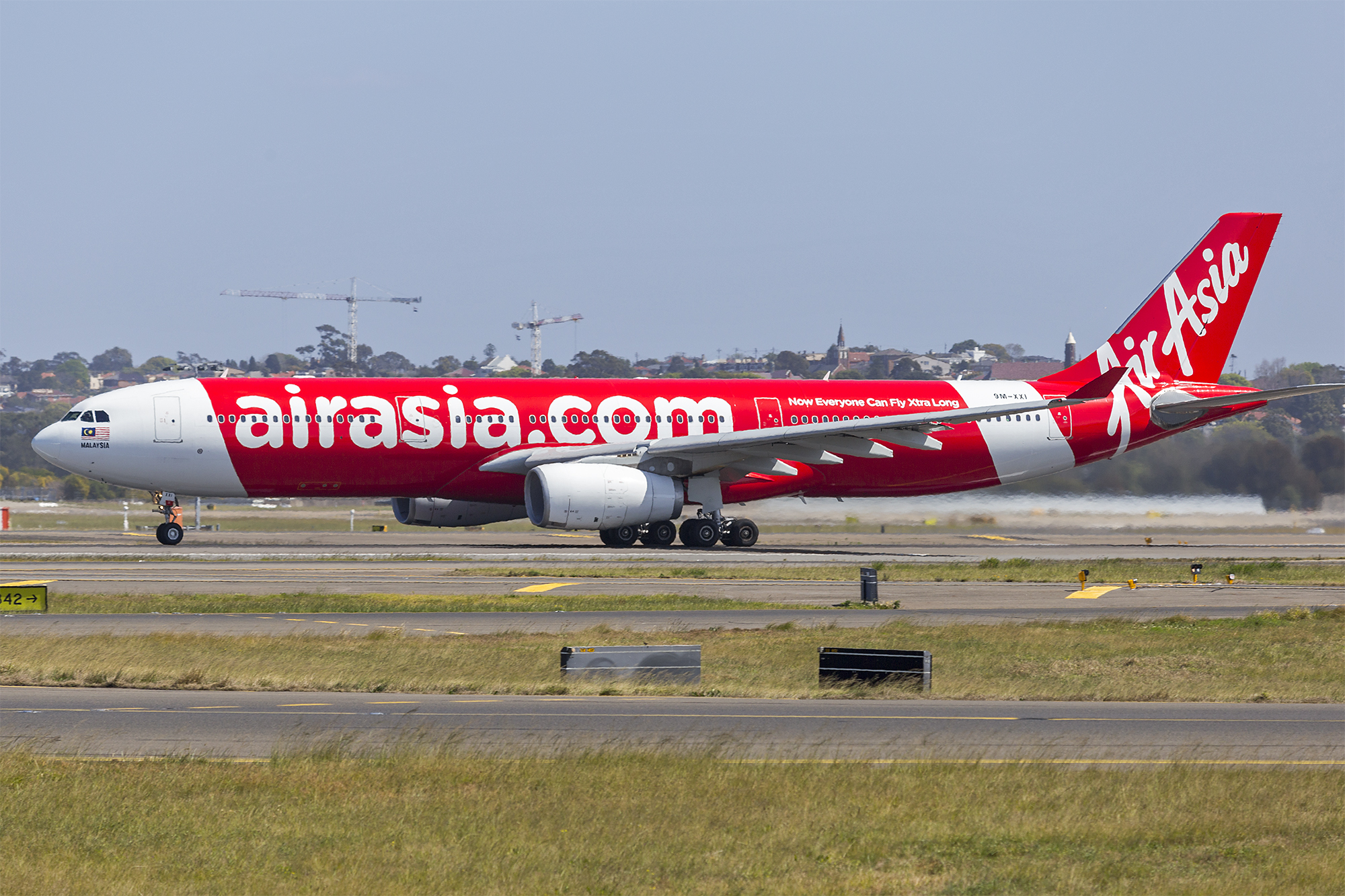
Airbus A330-343 linii na lotnisku w Sydney

Według stanu na listopad 2024 flota AirAsia składała się z 18 samolotów o średnim wieku 13,1lal:
| Samolot         | Samolot | Samolot   | Liczba miejsc | Liczba miejsc | Liczba miejsc | Liczba miejsc | Uwagi                                                                 |
| Model           | Aktywne | Zamówione | B             | P             | E             | Łącznie       | Uwagi                                                                 |
| --------------- | ------- | --------- | ------------- | ------------- | ------------- | ------------- | --------------------------------------------------------------------- |
| Airbus A321XLR  | -       | 20        | -             | -             | 232           | 232           | Dostawa planowana od 2026                                             |
| Airbus A330-300 | 16      | -         | 12            | -             | 365           | 377           |                                                                       |
| Airbus A330-300 | 16      | -         | -             | -             | 367           | 367           |                                                                       |
| Airbus A330-300 | 2       | -         | 18            | 24            | 267           | 309           | Przejęte od Philippine Airlines, pozostawioną oryginalną konfigurację |
| Airbus A330-900 | -       | 15        | 12            | -             | 365           | 377           | Dostawa planowana od 2027                                             |
| Łącznie         | 18      | 35        |               |               |               |               |                                                                       |